# Brachiochondria higanfugu
Brachiochondria higanfugu is een eenoogkreeftjessoort uit de familie van de Chondracanthidae. De wetenschappelijke naam van de soort is voor het eerst geldig gepubliceerd in 1959 door Yamaguti & Yamasu.